# AMA Superbike
AMA Superbike är den ledande amerikanska roadracingserien.

## Motorcyklar
Serien körs på standardmotorcyklar efter Superbikeregler.

### Deltagande märken 2008
| Land | Märke    |
| ---- | -------- |
|      | Suzuki   |
|      | Honda    |
|      | Yamaha   |
|      | Kawasaki |

## Kända förare genom åren
- Nicky Hayden
- Ben Spies
- Ben Bostrom
- Mat Mladin
- Neil Hodgson
- Troy Corser
- Miguel Duhamel
- Eric Bostrom
- Anthony Gobert

## Säsonger
- AMA Superbike 2007
- AMA Superbike 2008